# بیوپانک
بایوپانک واژه‌ای که از ترکیب سرواژه‌های بیوتکنولوژی (زیست‌فناوری) و پانک (شخص ضداجتماعی) ساخته شده‌است، نام زیرسبکی از ژانر علمی-تخیلی است. بخش دوم کلمه از نام سبکی در موسیقی گرفته شده‌است و اشاره به جوانانی دارد که با هنجارهای جامعه در جنگ و خواستار بر هم زدن وضع موجود بودند.
موجودات دنیاهای بایوپانک تغییر یافته هستند، اما نه با ابزار سایبرنتیک (چون سایبرپانک) بلکه با افزودنی‌های فناوری زیستی و تغییرات ژنتیکی. به عبارتی می‌توان گفت بایوپانک عبارت است از زیرسبکی پادآرمان‌شهری از سبک علمی-تخیلی که در آن پیشرفت‌های علمی در زمینهٔ بیولوژی و به خصوص در اکثر موارد ژنتیک با زوال جامعه همراه شده‌اند.
مهم‌ترین نویسندهٔ این ژانر را می‌توان پاول دی فیلیپو (Paul Di Filippo) دانست، چه نام مجموعه داستان خود را ریبوفانک (ribofunk) نهاده. ریبو را از سر نام اسید دزوکسی ریبونوکلئیک (DNA) گرفته‌است. اگرچه این نام شباهت تامی به سایبرپانک دارد اما به آن اندازه شهرت نیافته‌است.

## آثار بایوپانک

### کتاب
- ریبوفانک، پاول دی فیلیپو
- بچه‌های مورو، هلن مری هوور
- آتش مقدس، بروس استرلینگ

### فیلم
- گاتاکا
- اولترا ویولت
- آئون فلاکس
- رزیدنت اویل

### بازی
- بایوشاک